# Blue Angel
Blue Angel foi uma banda de rockabilly que apresentou Cyndi Lauper antes de sua ascensão à fama como cantora solo. O banda também incluiu John Turi (teclado e saxofone), Arthur "Rockin' A" Neilson (guitarra), Lee Brovitz (baixo) e Johnny Morelli (bateria). Lauper e Turi escreveu a maioria de seu material, e também fizeram uma versão para "I'm Gonna Be Strong" (que Lauper regravou novamente em 1994). Blue Angel fez um breve sucesso na cena popular em Nova Iorque.

## História
Lauper e Turi logo se tornaram amigos e começaram a compor juntos algumas canções. Por volta de 1978, eles tinham formado juntos uma banda de rock estilo anos 50 chamada Blue Angel. Na primavera de 1979, alguns demo tapes do Blue Angel chegaram as mãos de Steve Massarsky, um advogado que na ocasião empresariava a The Allman Brothers Band. Mas ele não ficou impressionado. Declarou que a fita era horrível, as canções eram ruins e mal tocadas. Havia algum interesse na voz da cantora Cyndi, mas que não passou disso. Massarsky foi conferir o Blue Angel ao vivo num clube chamado Trax. 
| “ | Quando Cyndi apareceu no palco, foi como mágica. Eu nunca tinha escutado nada parecido. Fiquei apaixonado. Ela era magnifica! | ” |

 Massarsky ficou tão entusiasmado que pagou 5.000 dólares para comprar o contrato que Cyndi mantinha com o empresário Ted Rosenblatt. Massarsky montou um show para o Blue Angel e convidou toda a indústria fonográfica para assistir. A reação, lembra ele, foi desanimadora: "A cantora é maravilhosa; livre-se da banda"

## Discografia
O seu único álbum, o auto-intitulado Blue Angel, foi lançado em 1980. É caracterizado por um misto de punk rock e new wave e pelos vocais diferenciados e potentes de Cyndi Lauper. O álbum foi mais bem sucedido no exterior do que na América. A única faixa a alcançar elevadas posições foi "I'm Gonna Be Strong", que atingiu # 37 na Holanda. Outra canção do álbum, "Maybe He'll Know", foi regravada por Lauper em seu segundo disco solo, True Colors, em 1986.
Em 1981, o Blue Angel gravou um segundo álbum para a Polydor que nunca foi lançado devido a uma mudança na gestão na Polygram da Alemanha, e junto com outros artistas, foram retirados da gravadora. A banda continuou a show em torno de Nova Iorque, em 1982 a Polygram dispensou o Blue Angel e o grupo teve um desentendimento com Massarsky, que exigia o pagamento de 80.000 dólares que lhe deviam. Cyndi estava entre os integrantes que decidiram declarar falência, o que lhes foi concedido em 1983.

## Singles
| Ano  | Canção                | Álbum      |
| ---- | --------------------- | ---------- |
| 1980 | "I'm Gonna Be Strong" | Blue Angel |
| 1980 | "I Had a Love"        | Blue Angel |
| 1980 | "Late"                | Blue Angel |
| 1980 | "Fade"                | Blue Angel |

## Relançamentos
Em 1984, depois do sucesso do disco solo de Cyndi Lauper, o album Blue Angel foi relançado, desta vez com uma capa amarela. Em 2005, foi lançada a versão em CD.